# Тарабердино
Тарабердино (баш. Тарабирҙе) — село в Кушнаренковском районе Республики Башкортостан Российской Федерации. Входит в состав Кушнаренковского сельсовета. Согласно переписи 2020 года, население села составляло 2025 человек.

## География

### Географическое положение
Расстояние до:
- районного центра (Кушнаренково): 4 км,
- ближайшей ж/д станции (Уфа): 55 км

## Население
| 2002 | 2009  | 2010  |
| ---- | ----- | ----- |
| 1184 | ↗1201 | ↗1576 |

Национальный состав
Согласно переписи 2002 года, преобладающие национальности — татары (40 %), башкиры (33 %).

## Религия
В селе есть православная церковь во имя святой Марии Магдалины.